# Реки Узбекистана

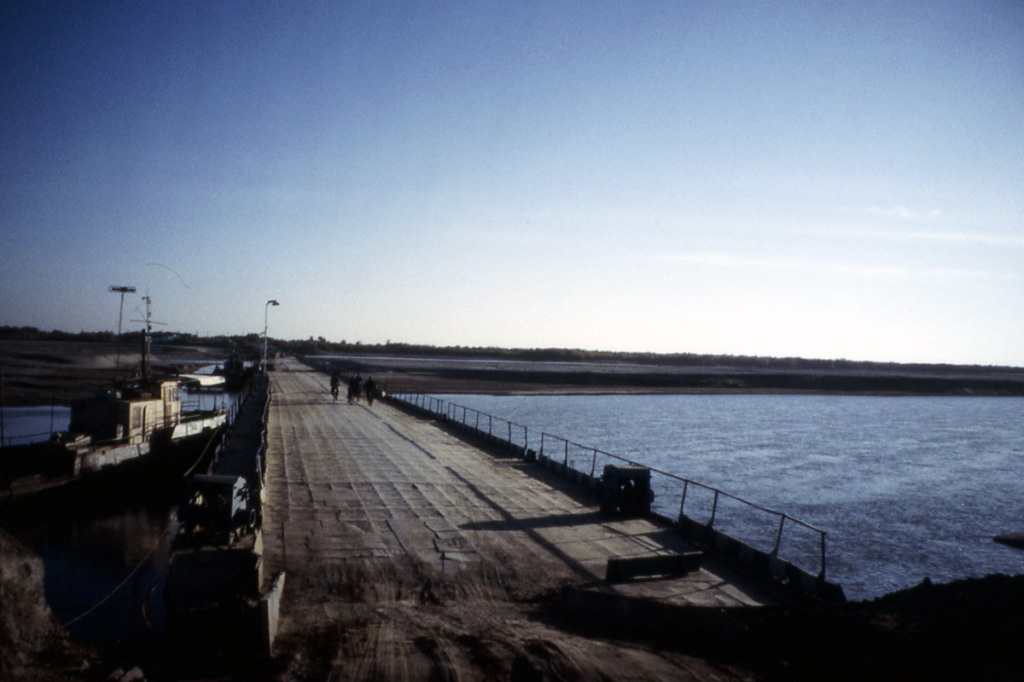
Понтонный мост через Амударью возле Ургенча

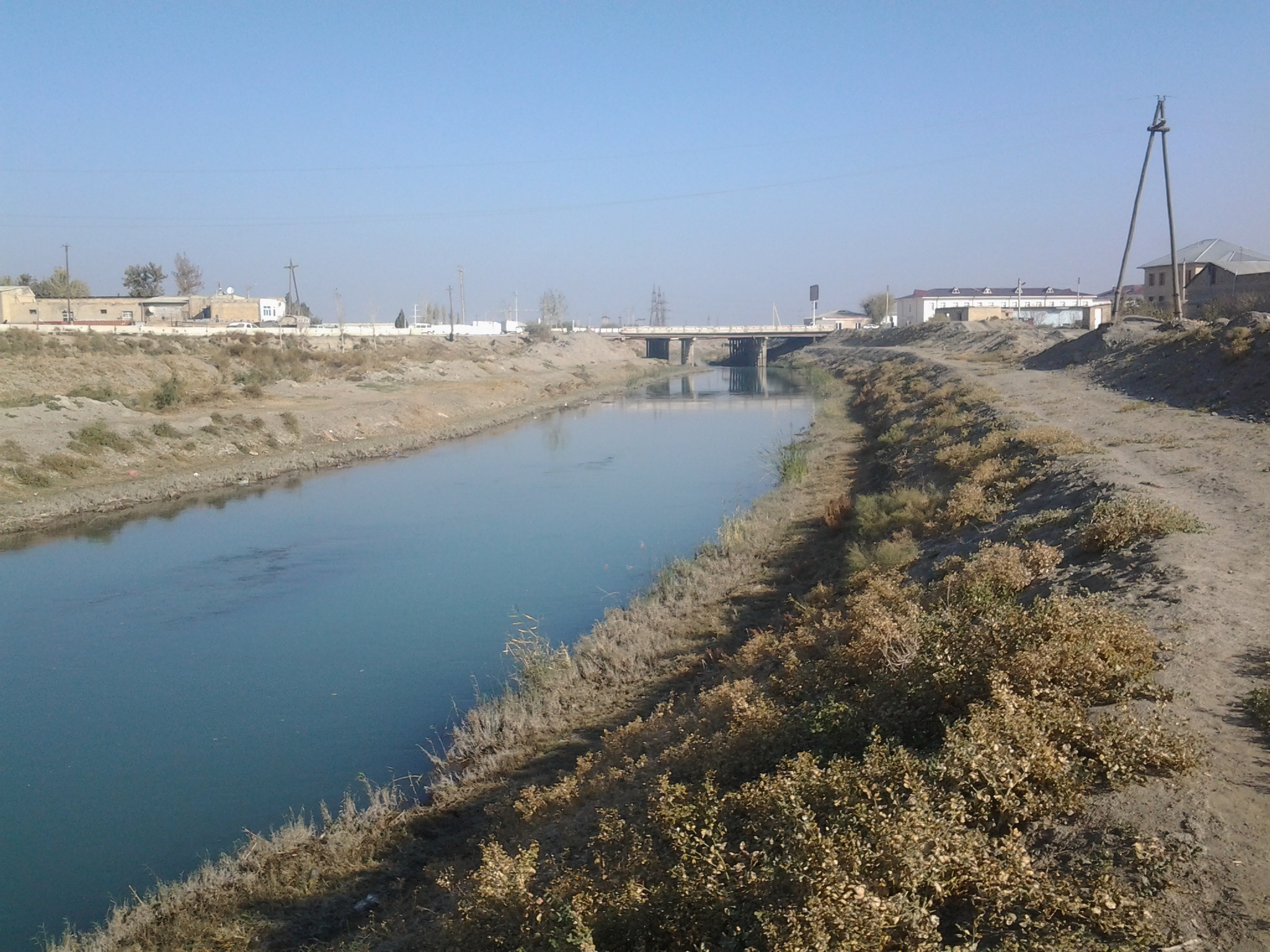
Зеравшан в коллекторе близ Жондора

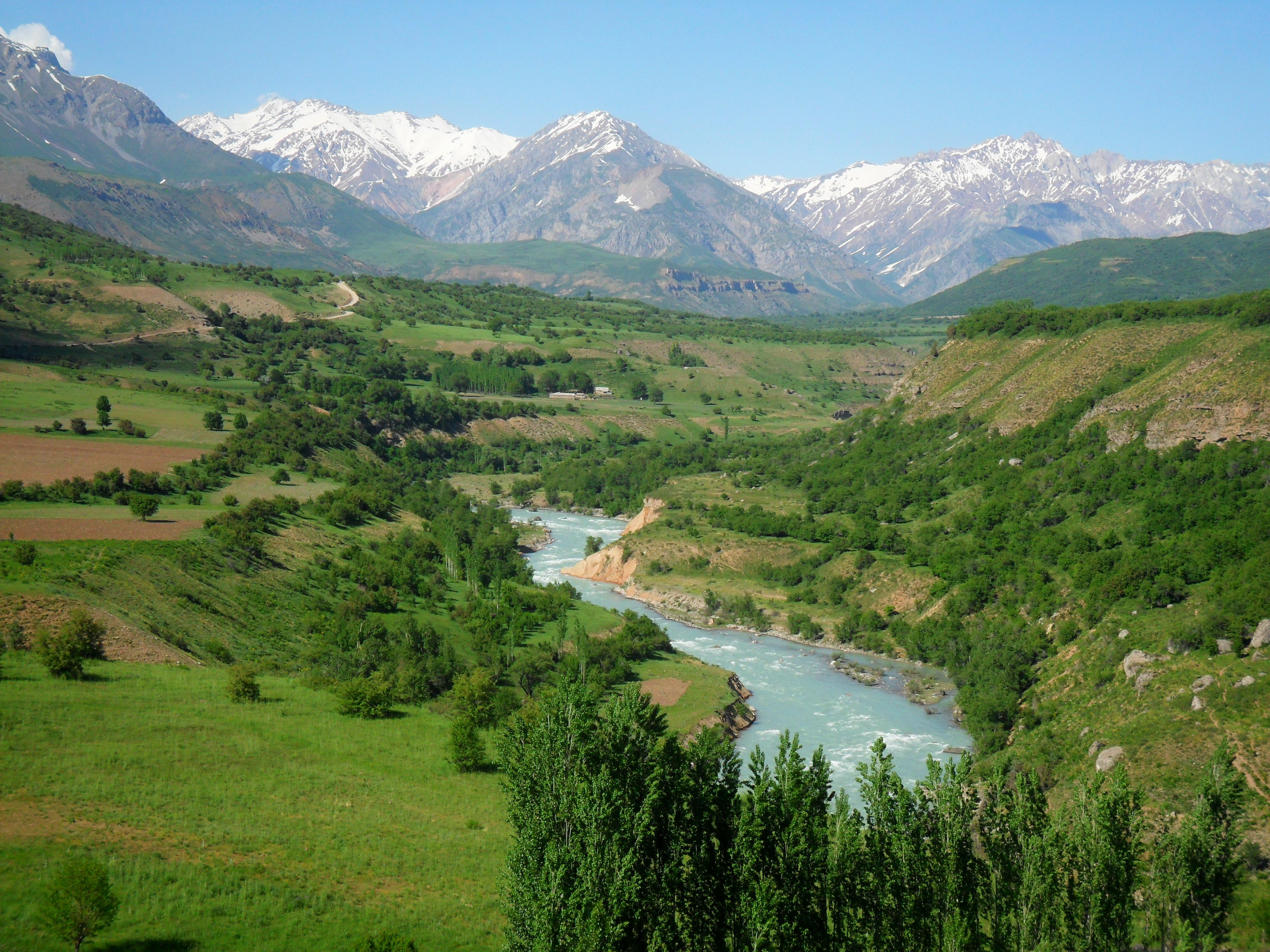
Долина реки Пскем у посёлка Такаянгак

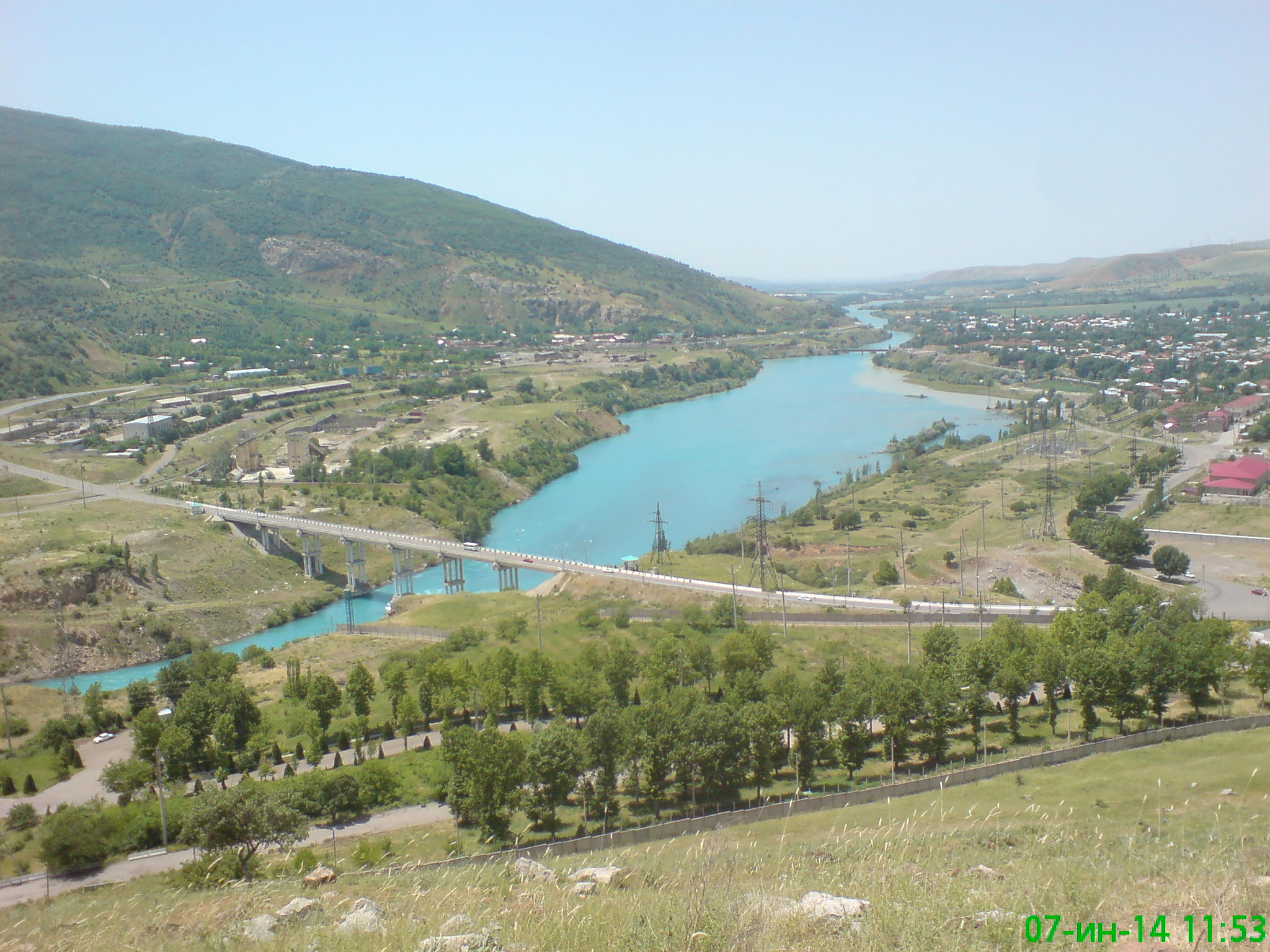
Чирчик в верховьях, за Чарвакской ГЭС

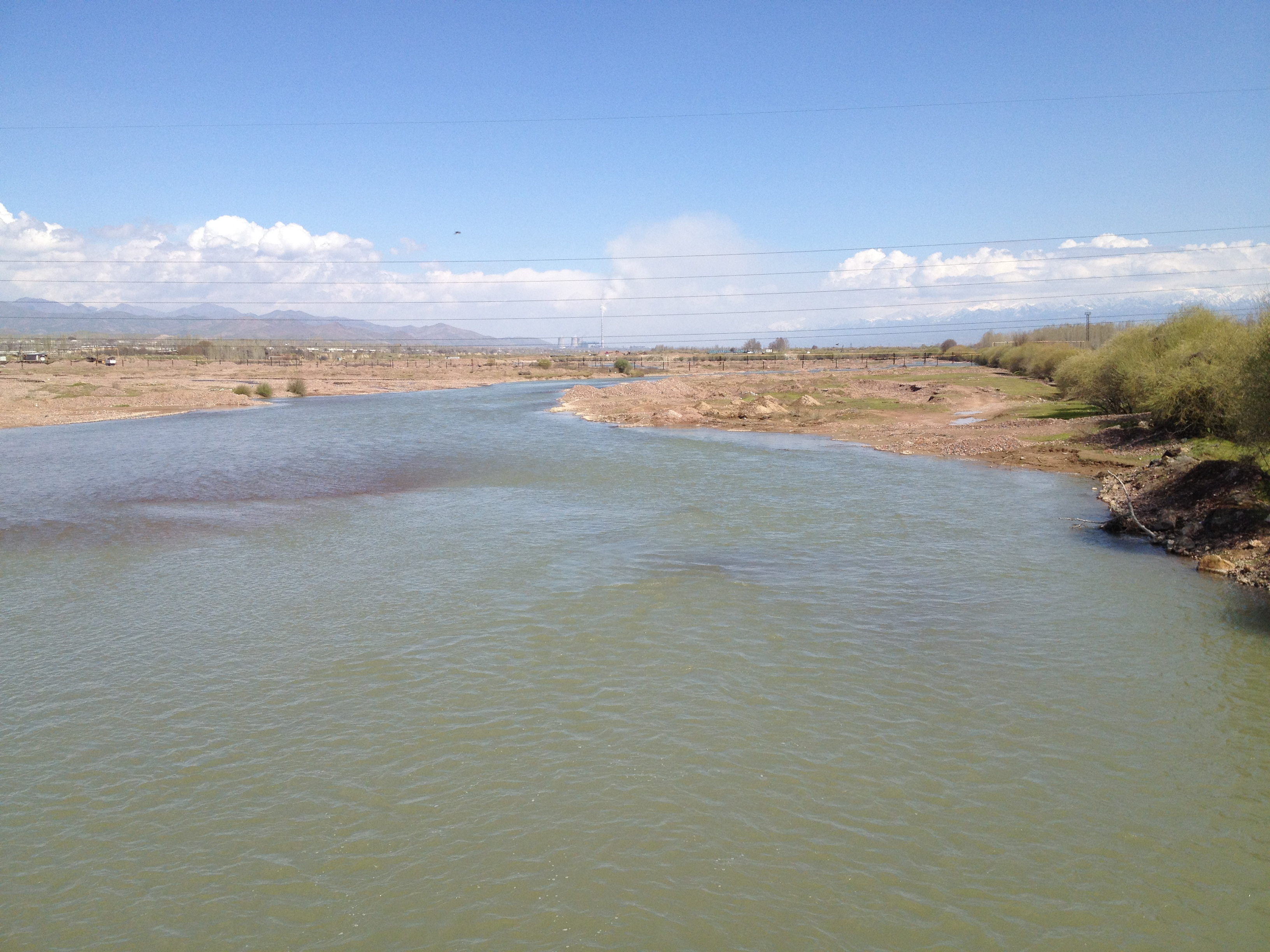
Река Ахангаран близ города Ахангаран

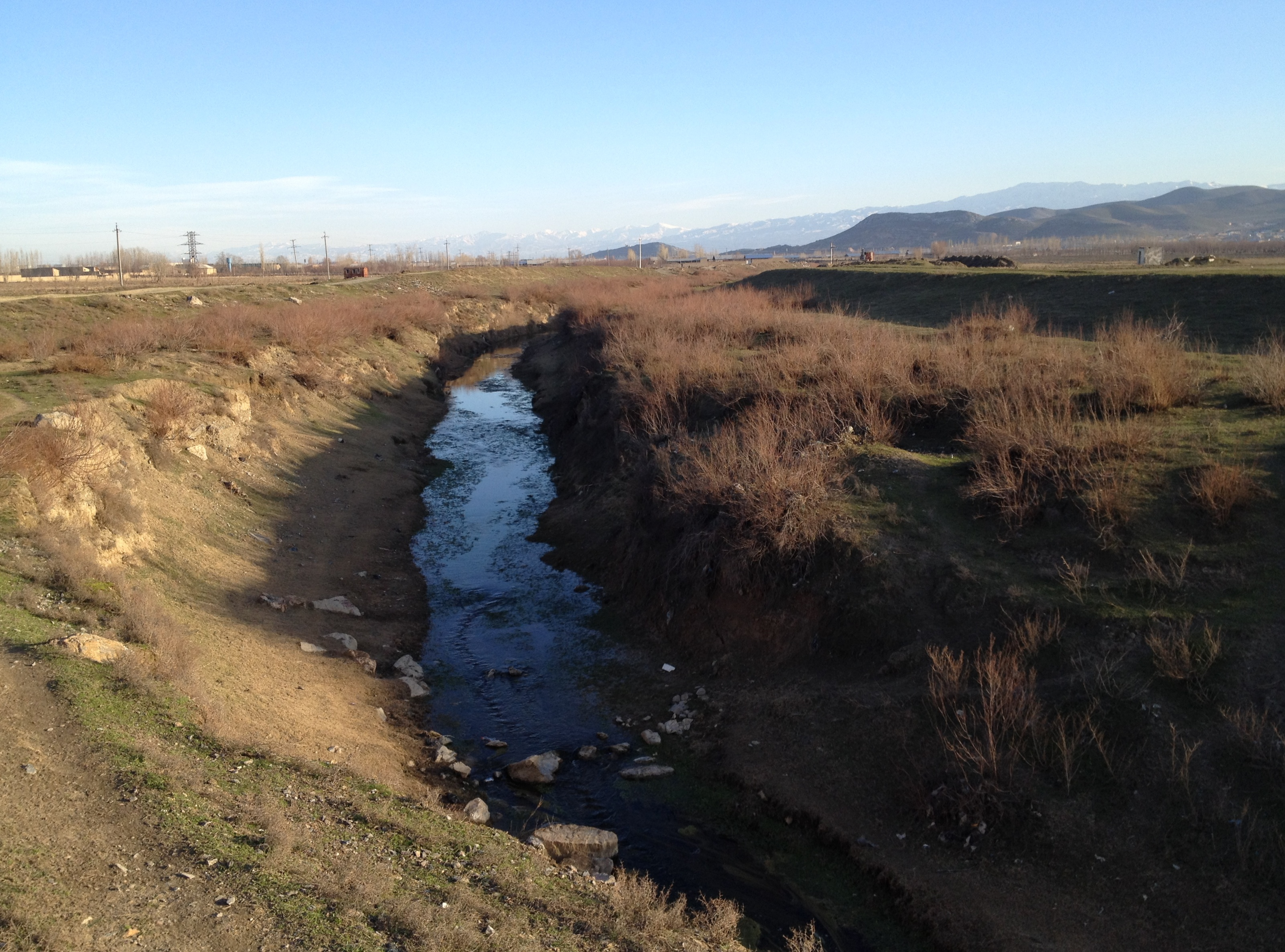
Санзар в районе города Джизак

В Узбекистане наиболее крупными реками являются Сырдарья и Амударья, на которые приходится около 3⁄4 всего стока с горных вершин Тянь-Шаня, Памира и Гиссаро-Алая, где берут своё начало притоки всех рек Узбекистана. Значительная часть Республики Узбекистан расположена между двумя этими двумя великими среднеазиатскими реками, находящимися на севере и юге восточной части страны. Целые города и цивилизации возникали и исчезали на берегах рек.
Талая вода ледников и снежников, стекая с высоких горных вершин, образуют более 600 рек. Соответственно, их питание зависит от таяния льда и снега в горах (около 70 % от всего стока), а также от дождей и, в гораздо меньшей степени — от грунтовых вод. Учитывая горный характер многих рек региона, течение в них бурное, и на многих из них существуют пороги и водопады. Характер равнинных рек спокойный, вода из них активно разбирается в каналы на орошение сельскохозяйственных угодий.
На протяжении многих тысячелетий реки использовались в Узбекистане для орошения земель, рыболовства и судоходства.

## Ирригация
Реки страны имеют огромное хозяйственное значение. На нужды орошаемого земледелия в Республике Узбекистан в 2018 году потреблялось 55100 млн. м3 воды в год, из которых 50000 млн. м3 приходилось на поверхностные водные ресурсы. На этот сектор экономики, который обеспечивает 15,3 % ВВП, приходится 28 % занятости населения (по состоянию на 2018 год). Площадь орошаемых земель Узбекистана на 2017 год составляла 4291 тыс. га. Общая протяженность межхозяйственных и внутрихозяйственных ирригационных систем составляет 27 868 км и 154 957 км, соответственно; при этом количество гидротехнических сооружений — более 18 тысяч, а число гидрометрических постов достигает 19 700.
Отдельно стоит упомянуть Большой Ферганский канал — крупный ирригационный канал в Узбекистане, Кыргызстане и Таджикистане, построенный в 1939—1940 годах, который являлся одним из крупнейших гидротехнических сооружений СССР.

## Энергетика
База гидроэнергетики Узбекистана была заложена в начале XX века. Бозсуйская ГЭС в Узбекистане, построенная на отходящем от реки Чирчик ирригационном канале Бозсу в 1923—1936, стала первой советской гидроэлектростанцией мощностью 4 МВт. Немного позже были введены в эксплуатацию Кадырьинская (13 МВт) и Бурджарская (7 МВт) ГЭС. Во время Второй мировой войны было открыто около 40 малых ГЭС, а также Фархадская ГЭС на реке Сырдарье — гидроэлектростанция мощностью 126 МВт с проектным расходом воды 500 кубометров в секунду. На сегодняшний день в республике действует около 50 ГЭС различной мощности, самая крупная из которых — Чарвакская ГЭС на реке Чирчик с установленной мощностью 666 МВт.

## Список и характеристика рек
| Река           | Длина, км | Площадь бассейна км² | Расход воды м³/с | Устье                       |
| -------------- | --------- | -------------------- | ---------------- | --------------------------- |
| Сырдарья*      | 2212      | 219 000              | 703              | Малое Аральское море        |
| Амударья*      | 1415      | 309 000              | 2 000            | Большое Аральское море      |
| Зеравшан*      | 877       | 41 860               | 162              | Разделение на рукава        |
| Нарын*         | 807       | 59 900               | 480              | Сырдарья                    |
| Кафирниган*    | 387       | 11 600               | 164              | Амударья                    |
| Кашкадарья*    | 300       | 8780                 | 24,9             | Озеро Деухана               |
| Ахангаран      | 236       | 7710                 | 22,8             | Сырдарья                    |
| Келес*         | 241       | 3310                 | 6,5              | Сырдарья                    |
| Чаткал*        | 217       | 7110                 | 126              | Чарвакское водохранилище    |
| Санзар         | 198       | 2530                 | 2,12             | Озеро Тузкан                |
| Карадарья*     | 180       | 30 100               | 136              | Сырдарья                    |
| Шерабаддарья   | 177       | 2950                 | 20,6             | Амударья                    |
| Сурхандарья    | 175       | 13 500               | 65,8             | Амударья                    |
| Чирчик         | 155       | 14 240               | 221              | Сырдарья                    |
| Акдарья        | 154       | 1280                 | 12,3             | Кашкадарья                  |
| Ак-Буура*      | 148       | 2540                 | 21,4             | Шахрихансай                 |
| Исфара*        | 130       | 3240                 | 14,5             | Разделение на рукава        |
| Ходжабакирган* | 130       | 1740                 | 11               | Сырдарья                    |
| Касансай*      | 127       | 1780                 | 11,6             | Сырдарья                    |
| Сох*           | 124       | 3510                 | 42,1             | Сырдарья                    |
| Исфайрамсай*   | 122       | 2220                 | 21,9             | Южный Ферганский канал      |
| Каламджар      | 121       | 2610                 | 0,055            | пустыня Кызылкум            |
| Катта-Урадарья | 113       | 1410                 | 4,8              | Пачкамарское водохранилище  |
| Тупалангдарья  | 112       | 3080                 | 130              | Сурхандарья                 |
| Каратагдарья*  | 99        | 2430                 | -                | Кафирниган                  |
| Яккабагдарья   | 99        | 1180                 | 6,11             | Танхизыдарья                |
| Гавасай*       | 96        | 724                  | -                | Сырдарья                    |
| Танхизыдарья   | 93        | 1910                 | 5,46             | Кашкадарья                  |
| Бюрагансай     | 92        | 712                  | 1,1              | Южный Голодностепский канал |
| Аравансай*     | 90        | 464                  | 7                | Шахрихансай                 |
| Гузардарья     | 86        | 3170                 | 5,9              | Кашкадарья                  |
| Пскем          | 70        | 2540                 | 82,7             | Чарвакское водохранилище    |

* Трансграничные реки.